# Dark Shadows (Fernsehserie, 1991)
Dark Shadows ist eine 12-teilige US-amerikanische Mystery-Fernsehserie von 1991 und eine Neufassung der gleichnamigen Seifenoper von 1966.

## Handlung
Der Handwerker Willie Loomis sucht nach einem alten Schatz. Dieser soll einer Legende nach auf dem Sitz der Familie Collins vergraben worden sein. Versehentlich öffnet er dabei das Grab des Vampirs Barnabas Collins. Dieser besucht seine Familie und stellt sich als entfernter Verwandter aus England vor. Dabei verliebt er sich in Victoria Winters, die neue Gouvernante der Collins Familie. Zur gleichen Zeit gibt es in der Stadt immer wieder neue Morde. Victoria Winters reist unterdessen in der Zeit zurück und erlebt wie der noch menschliche Barnabas Collins zum Vampir wird.

## Entstehung
Die Serie wurde von MGM Television produziert und ist auch bekannt als Dark Shadows: The Revival.
Dark Shadows (1991) basiert auf den Originaldrehbüchern der Seifenoper Dark Shadows. Die Hauptrolle des Barnabas Collins übernahm Ben Cross.
Dan Curtis führte die Regie für die 12 Episoden lange Serie. Curtis erklärte, dass er die ersten Episoden selbst schrieb, damit die Serie den Style haben würde, den er wollte.

## Besetzung
Die Synchronisation der Serie wurde bei der Berliner Synchron nach Dialogbüchern von Lutz Arenz unter der Dialogregie von Klaus von Wahl erstellt.
| Figur                                        | Darsteller           | Deutscher Sprecher |
| -------------------------------------------- | -------------------- | ------------------ |
| Barnabas Collins                             | Ben Cross            | Hubertus Bengsch   |
| Victoria Winters / Josette Du Pres Collins   | Joanna Going         | Bettina Weiß       |
| David Collins / Daniel Collins               | Joseph Gordon-Levitt | Marius Clarén      |
| Joe Haskell / Peter Bradford                 | Michael T. Weiss     | Thomas Nero Wolff  |
| Angelique Bouchard                           | Lysette Anthony      | Elisabeth Günther  |
| Roger Collins / Reverend Trask               | Roy Thinnes          | Jürgen Kluckert    |
| Elizabeth Collins Stoddard / Naomi Collins   | Jean Simmons         | Dagmar Altrichter  |
| Dr. Julia Hoffman / Countess Natalie Du Pres | Barbara Steele       | Barbara Adolph     |
| Carolyn Stoddard / Millicent Collins         | Barbara Blackburn    | Konstanze Ullmer   |
| Willie Loomis / Ben Loomis                   | Jim Fyfe             | Dietmar Wunder     |
| Sarah Collins                                | Veronica Lauren      | Manja Doering      |
| Mrs. Johnson / Abigail Collins               | Julianna McCarthy    | Christel Merian    |
| Maggie Evans                                 | Ely Pouget           | Martina Treger     |
| Sam Evans / Bailiff Henry Evans              | Eddie Jones          | Joachim Nottke     |
| Sheriff George Patterson / Andres Du Pres    | Michael Cavanaugh    | Michael Telloke    |
| Professor Michael Woodard / Joshua Collins   | Stefan Gierasch      |                    |
| Jeremiah Collins                             | Adrian Paul          |                    |
| Daphne Collins                               | Rebecca Staab        |                    |

## Veröffentlichung
Die Serie lief wöchentlich auf NBC, startete mit grandiosen Quoten, wurde aber bald einige Male aufgrund der Berichterstattung des Golfkriegs verschoben, wodurch die Quoten rapide sanken. Nach einer halben Staffel mit 13 Folgen stellte NBC die Serie wieder ein.
In Deutschland wurde die Serie von 1995 bis 1996 auf RTL ausgestrahlt.
Die Serie ist im Vereinigten Königreich sowie Nordamerika auf DVD erschienen.

## Hintergrund
Die wichtigsten Charaktere und Beziehungen sind ähnlich wie in der originalen Serie. Jedoch verwendet das Remake bei bestimmten Plots in der Story eine andere Figur. So ist es hier Victoria Winters, die Barnabas Collins an seine große Liebe Josette DuPres erinnerte, nicht Maggie Evans. Joseph Gordon-Levitt spielt hier die Rolle des David Collins.

## Episodenliste
| Nr. | Deutscher Titel                  | Originaltitel | Erstausstrahlung USA | Deutschsprachige Erstausstrahlung (D) | Regie              | Drehbuch                                                    |
| --- | -------------------------------- | ------------- | -------------------- | ------------------------------------- | ------------------ | ----------------------------------------------------------- |
| 1   | Stimmen der Vergangenheit        | Episode 1     | 13. Jan. 1991        | 17. Dez. 1995                         | Dan Curtis         | Dan Curtis, Steve Feke, Hall Powell & Bill Taub             |
| 2   | Der Verrat                       | Episode 2     | 14. Jan. 1991        | 7. Jan. 1996                          | Dan Curtis         | Jon Boorstin                                                |
| 3   | Die Nebel der Zeit               | Episode 3     | 14. Jan. 1991        | 14. Jan. 1996                         | Dan Curtis         | Jon Boorstin                                                |
| 4   | Hexen                            | Episode 4     | 18. Jan. 1991        | 21. Jan. 1996                         | Dan Curtis         | Dan Curtis, Steve Feke & Sam Hall                           |
| 5   | Brudermord                       | Episode 5     | 25. Jan. 1991        | 28. Jan. 1996                         | Armand Mastroianni | Matthew Hall                                                |
| 6   | Über den Tod hinaus              | Episode 6     | 1. Feb. 1991         | 4. Feb. 1996                          | Dan Curtis         | Jon Boorstin & Steve Feke                                   |
| 7   | Liebe macht blind                | Episode 7     | 8. Feb. 1991         | 11. Feb. 1996                         | Paul Lynch         | Jon Boorstin                                                |
| 8   | Das satanische Buch              | Episode 8     | 15. Feb. 1991        | 18. Feb. 1996                         | Dan Curtis         | Linda Campanelli, William Gray & Shelly Moore               |
| 9   | Der letzte Erbe                  | Episode 9     | 1. März 1991         | 2. Dez. 1995                          | Rob Bowman         | Matthew Hall                                                |
| 10  | Familienbande                    | Episode 10    | 8. März 1991         | 25. Feb. 1996                         | Rob Bowman         | Linda Campanelli & Shelly Moore                             |
| 11  | Besuch aus dem Jenseits – Teil 1 | Episode 11    | 15. März 1991        | 3. Dez. 1995                          | Mark Sobel         | Matthew Hall, Linda Campanelli, William Gray & Shelly Moore |
| 12  | Besuch aus dem Jenseits – Teil 2 | Episode 12    | 22. März 1991        | 10. Dez. 1995                         | Mark Sobel         | Linda Campanelli, William Gray & Shelly Moore               |